# Thomas-Morse MB-1
El Thomas-Morse MB-1 fue un caza monoplano de cabina abierta fabricado por la estadounidense Thomas-Morse Aircraft para el Servicio Aéreo del Ejército de los Estados Unidos, en 1918.

## Desarrollo
El MB-1 fue diseñado por B. Douglas Thomas (sin relación con los fundadores de la firma) como un monoplano biplaza de ala alta en parasol. El ala estaba sustentada por soportes carenados que ofrecían áreas de sustentación adicional y, para conseguir aligerar la estructura lo máximo posible, todas las piezas metálicas fueron agujereadas (incluida la palanca de control) y los mamparos de madera contrachapada presentaban secciones recortadas. Propulsado por un motor Liberty 12, el MB-1 voló solo una vez, y el peso del motor demostró ser tan excesivo para el avión que el tren de aterrizaje colapsó mientras el aparato estaba carreteando para realizar otro vuelo.

## Operadores
Estados Unidos
- Servicio Aéreo del Ejército de los Estados Unidos

## Especificaciones
Referencia datos: Aviastar

### Características generales
- Tripulación: Dos
- Longitud: 6,70 m
- Envergadura: 11,28 m
- Altura: 2,56 m
- Peso vacío: 680 kg
- Peso cargado: 1077 kg[1]
- Planta motriz: 1× motor lineal V-12 refrigerado por agua Liberty L-12.
  - Potencia: 300 kW (400 hp)
- Hélices: Bipala de madera de paso fijo

### Armamento
- Ametralladoras: 

  - 2 de 7,7 mm

## Aeronaves relacionadas

### Secuencias de designación
- Secuencia MB-_ (interna de Thomas-Morse): MB-1 - MB-2 - MB-3 - MB-4 →